# Rousselia cubensis
Rousselia cubensis är en nässelväxtart som beskrevs av I.A. Grudzinskaya. Rousselia cubensis ingår i släktet Rousselia och familjen nässelväxter. Inga underarter finns listade i Catalogue of Life.